# Torbiera del Laione
La Torbiera del Laione (appennino ligure centrale, strada per Pratorotondo - Monte Beigua) è una zona umida situata a 987 m s.l.m. in una valletta (una piccola depressione di origine probabilmente tettonica), collocata sul versante nord-orientale del Beigua e ampia circa 15.000 m².

## Caratteristiche e valore naturalistico

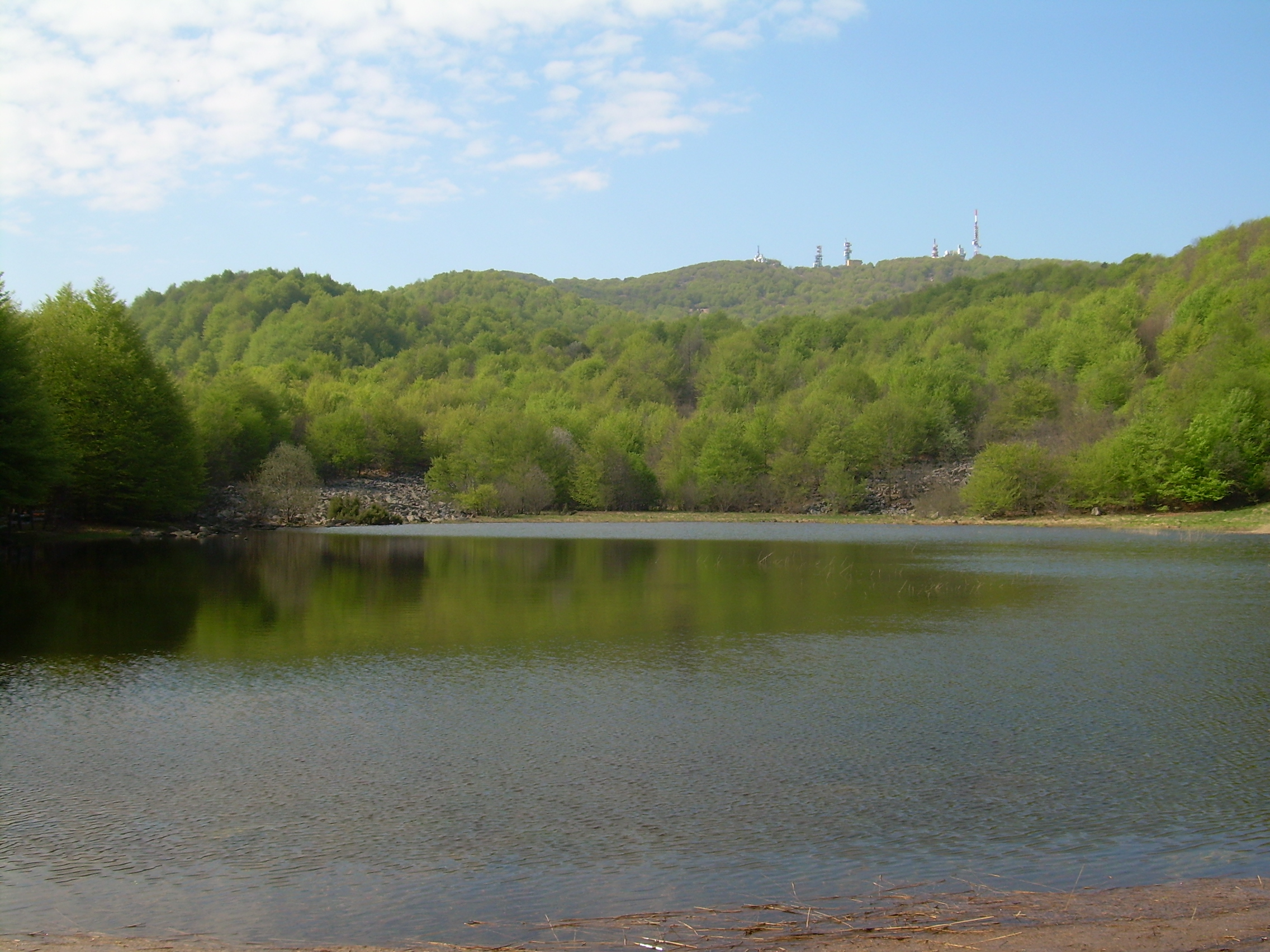
Il Laione allagato.

Durante l'ultima era glaciale la valletta fu ostruita, subito a Nord dell'attuale Laione, da un imponente ghiacciaio roccioso formatosi in seguito allo scivolamento, su uno strato di permafrost, dei detriti (grandi massi a spigoli vivi) derivanti dalla demolizione (per crioclasticismo) delle pareti rocciose che formavano il primitivo versante orientale della Costa della Taja. I vasti accumuli detritici (ancor oggi in parte osservabili) finirono quindi con l'ostacolare e rallentare il deflusso delle acque meteoriche e di disgelo, mentre la successiva, lenta ma costante deposizione di materiali limoso-argillosi, sul fondo della conca, ne provocò l'impermeabilizzazione, si venne quindi a formare uno specchio d'acqua relativamente esteso (circa 14000 m²) e profondo 5-6 m, il progressivo colmamento del laghetto, nel corso degli ultimi secoli, favorito anche da un tentativo di drenaggio attuato alcuni decenni fa, ha generato un'estesa fascia di torbiera a sfagni. Tuttavia parlare di torbiera in senso stretto è improprio, perché il processo evolutivo da lago a torbiera non è ancora del tutto completato, infatti alla fine dell'inverno oppure in autunno e in primavera, dopo abbondanti precipitazioni, il biotopo riprende l'aspetto primitivo di lago, formando uno specchio d'acqua che può raggiungere una profondità massima di circa 80-100 cm.

## Specie vegetali

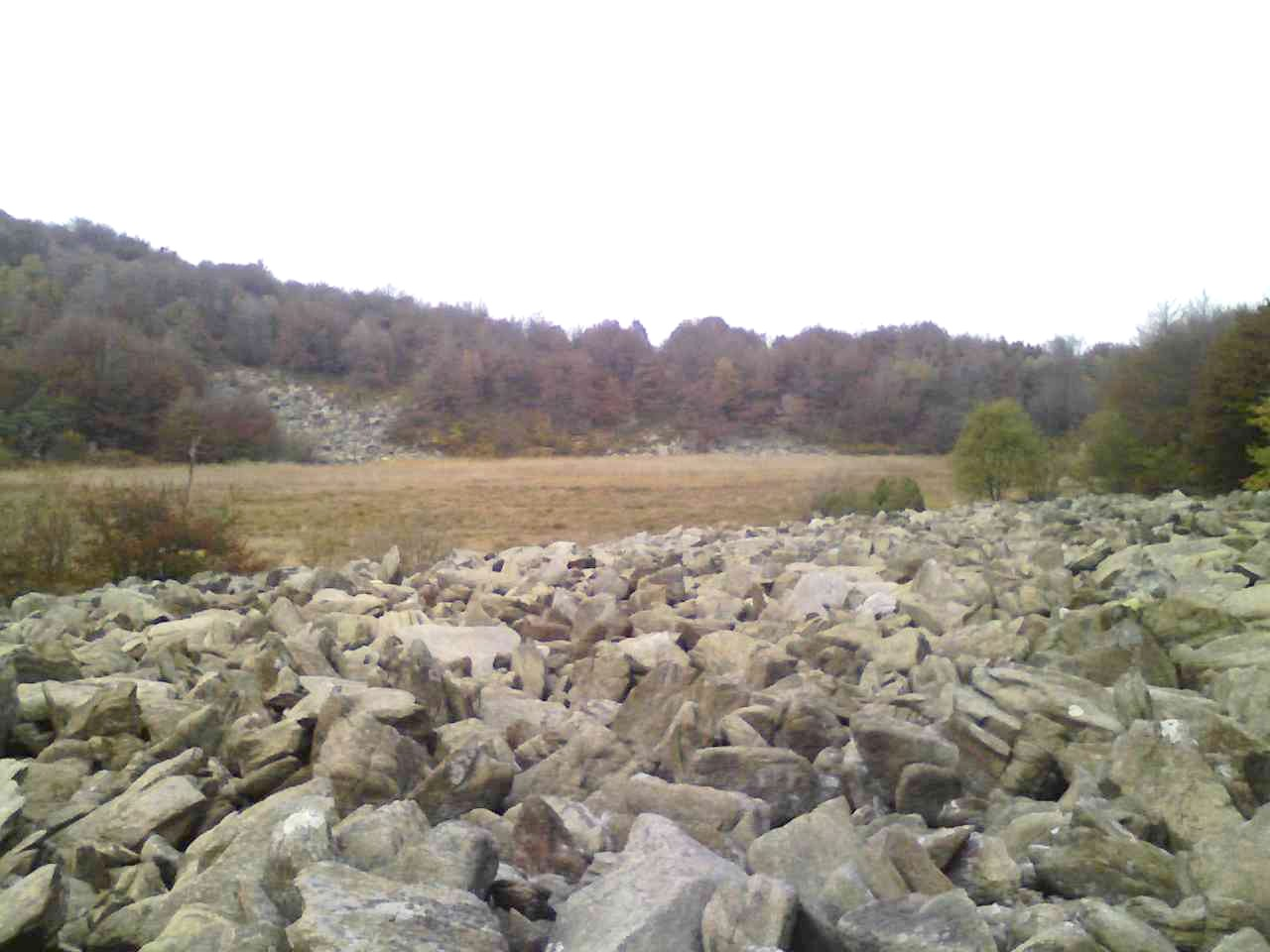
La Torbiera.

Le specie vegetali presenti nel Laione comprendono la drosera o rosolida (Drosera rotundifolia), piccola pianta insettivora dalle foglie coperte di peli vischiosi, la Viola palustris, la Crepis paludosa, l'Eleocharis uniglumis, la Rhynchospora alba, la Carex caespitosa, lo sfagno (Sphagnum palustre) e il Potamogeton polygonifolius.